# Reinhard J. Boerner

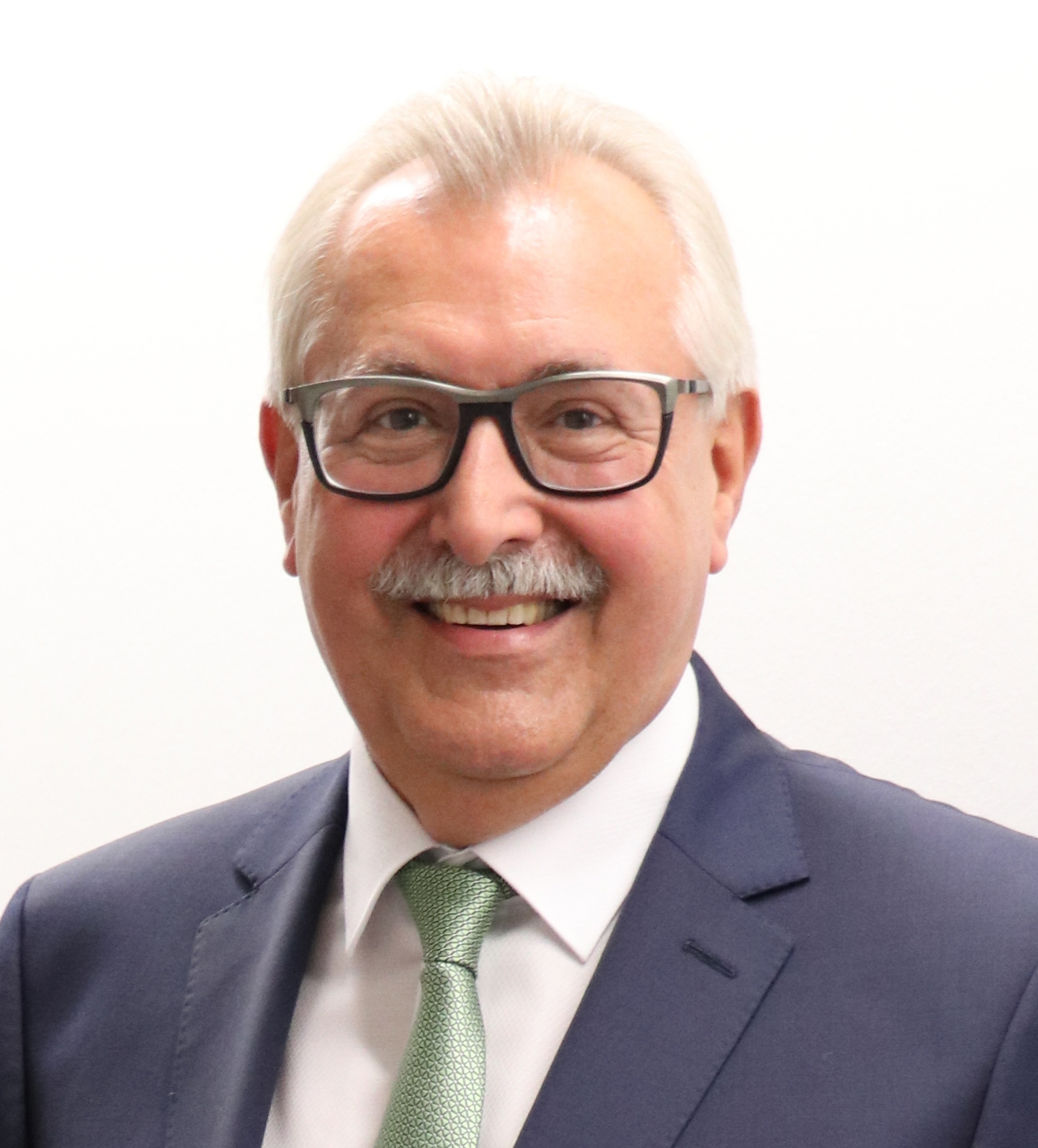
Reinhard J. Boerner (2020)

Reinhard J. Boerner (* 20. August 1955 in Stolberg (Rhld.)) ist ein deutscher Psychiater, Psychologe, Psychotherapeut, Psychotherapiewissenschaftler sowie Medizinhistoriker (Psychiatrie, Psychotherapie). Zwischen 1988 und 2004 war er an der Psychiatrischen Universitätsklinik München (LMU) tätig, von 2004 bis 2021 Chefarzt der Klinik für Psychiatrie und Psychotherapie des Christlichen Krankenhauses Quakenbrück gemeinnützige GmbH. Er ist ausgewiesener Experte für Angsterkrankungen. Sein besonderes Anliegen gilt einem interdisziplinären Verständnis psychischer Erkrankungen.

## Leben
Nach dem Abitur am humanistischen Gymnasium in Stolberg/Rhld studierte er von 1974 bis 1978 (unterbrochen durch die Ableistung des Zivildienstes) an der Universität Marburg/Lahn Psychologie, Soziologie/Politik sowie Germanistik und beendete diesen Abschnitt mit dem Vordiplom in Psychologie sowie dem Grundstudium der anderen Fächer. Von 1978 bis 1987 schloss sich ein Studium der Psychologie sowie Humanmedizin an der Universität Hamburg an. Von 1978 bis 1986 war er Stipendiat der Friedrich Ebert Stiftung.
1981 legte Boerner die Diplomhauptprüfung in Psychologie ab und beendete seine Psychotherapieausbildung in Gesprächs-, Verhaltens- und Kindertherapie (3-jähriges Curriculum).1987 schloss er in Hamburg sein Medizinstudium ab und erhielt die Approbation. 1989 promovierte Boerner im Fach Medizin mit einer Arbeit zu kognitiven Störungen bei klinischer Depression.
Von 1988 bis 2004 war er an der Psychiatrischen Universitätsklinik München (LMU) (Ltg. Prof. Hippius und Prof. Möller) tätig. Während dieser Zeit legte er die Facharztprüfung für Psychiatrie und Psychotherapie ab. Als Leiter der dortigen Angstambulanz wurde er aufgrund seiner Forschung wie klinischen Erfahrung ein anerkannter Experte für Angsterkrankungen.
Von 2004 bis 2021 war er Chefarzt der Klinik für Psychiatrie und Psychotherapie Christliches Krankenhaus Quakenbrück gemeinnützige GmbH. Er wurde Ethikberater im Gesundheits- und Sozialwesen sowie nach zweijähriger Ausbildung Supervisor für Verhaltenstherapie (CIP München). 2009–2011 absolvierte er ein Doktoratsstudium zum Dr. scient. pth. im Fach Psychotherapiewissenschaft an der Sigmund Freud PrivatUniversität (SFU) Wien und schloss dieses mit einer Arbeit über das Angstbasissyndrom ab. 2013 erlangte er dort seine Habilitation im Fach Psychotherapiewissenschaft für das Gebiet der Psychotherapiewissenschaftlichen Differenzialdiagnose und - Therapie psychischer Erkrankungen. Seine Habilitationsschrift zum Temperament wurde 2015 publiziert. 2016 erhielt er von der SFU Wien eine Professur für Psychotherapiewissenschaft.

## Schaffen

### Forschung
Forschungsschwerpunkte bilden Angsterkrankungen, Temperament, Psychopharmakotherapie, Psychotherapie (Verhaltenstherapie), Psychosomatik (Schmerzen, Psychokardiologie), Geschichte der Psychiatrie, Psychotherapie (frühe Psychoanalyse, Hölderlin). Zu diesen Themen veröffentlichte er annähernd 200 wissenschaftliche Publikationen, mit in über 80 % alleiniger oder Erstautorenschaft.

### Lehr- und Vortragstätigkeit
Boerner hielt über 200 Vorträge auf wissenschaftlichen Kongressen, Tagungen und Fortbildungsveranstaltungen. In der Zeit von 2011 bis 2019 war er Dozent an der Fakultät Psychotherapiewissenschaft der Sigmund Freud Privatuniversität (SFU) Wien, seit 2018 an der SFU Berlin. Einen ersten Lehrauftrag für Medizinische Psychologie Universität Hamburg hatte er von 1982 bis 1987.

## Mitgliedschaften
Boerner ist seit dem Jahr 2012 Vorstandsmitglied des Vorstands der Deutschen Gesellschaft für Geschichte der Nervenheilkunde (DGGN). Von 2021 bis 2022 war er Vorsitzender der Viktor v. Weizsäcker Gesellschaft. Er ist ebenfalls Mitglied der Deutschen Gesellschaft für Gerontopsychiatrie und –psychotherapie e.V. (DGGPP) und Deutsche Gesellschaft für Ärztliche Verhaltenstherapie (DÄVT), sowie der Hölderlin-Gesellschaft.

## Weitere Qualifikationen
Er ist langjähriger Supervisor für Verhaltenstherapie an mehreren Weiterbildungsinstituten für die Ausbildung Psychologischer Psychotherapeuten. Darüber hinaus erhielt er das Zertifikat „Konsiliarpsychiatrie und Psychosomatik“ (DGPPN) sowie das Zertifikat „Gerontopsychiatrie und Psychosomatik“ (DGPPN/DGGPP).

## Ehrungen/Auszeichnungen
In der Focus - Liste (2012 bis 2021) steht er als Topmediziner für Angststörungen.  2019 erfolgte die Aufnahme in die Akademie gemeinnütziger Wissenschaften zu Erfurt (gegr.1754) mit Mitgliederdiplom.

## Werke

### Bücher
- Temperament. Theorie, Forschung, Klinik. Springer-Verlag, Berlin/Heidelberg 2015, ISBN 978-3-642-39505-5.
- Die Panikstörung – Diagnose und Behandlung. Schattauer, 1997, ISBN 3-7945-1787-3.
- Kognitive Störungen bei klinischer Depression. Theorien, Diagnostik, Therapie. Peter Lang, Frankfurt am Main 1990, ISBN 3-631-42484-1.
- mit M. Bassler, I. Hand, H. P. Kapfhammer und G. Laux: Angststörungen. Thieme, Stuttgart 2015, ISBN 978-3-13-202781-7.

### Weitere Publikationen
- R. J. Boerner: Zum Gedenken an Hanns Hippius (1925–2021) - Ein Überblick über Leben und Wirken einer prägenden Psychiaterpersönlichkeit der Münchner Universitätsklinik. In: Müller Th. & Prüter-Schwarte Chr. (Hrsg.). Schriftenreihe der Deutschen Gesellschaft für Geschichte der Nervenheilkunde. Bd. 28. Königshausen & Neumann, Würzburg 2022, S. 185–206.
- Jacob Böhme (1575–1624) – Verkannter Theosoph, Philosoph und Prophet. In: D. Engelhardt, I. Kästner, J. Kiefer, K. Reich (Hrsg.): Europäische Wissenschaftsbeziehungen. Shaker-Verlag, Erfurt 2019, S. 65–86.
- Psychiatrische und psychosomatische Aspekte chronischer Wirbelsäulenerkrankungen. In: W. Börm, F. Meyer (Hrsg.): Wirbelsäule interdisziplinär. Schattauer, Stuttgart 2017, S. 133–142.
- Störungsspezifische Psychotherapie im Alter. In: T. Supprian, C. Hauke: Störungsspezifische Psychotherapie im Alter. Schattauer, Stuttgart 2017, S. 73–92.
- Franz Anton Mesmer (1734–1815) als Pionier der Psychotherapie – Gedanken zum 200. Todestag. In: Nervenheilkunde. Band 35, 2016, S. 324–428.
- B. Bandelow, R. J. Boerner, S. Kasper, M. Linden, H. U. Wittchen, H. J. Möller: Generalisierte Angststörung: Diagnose und Therapie. In: Deutsches Ärzteblatt. Band 110, Nr. 17, 2013, S. 300–309.
- M. Linden, B. Bandelow, R. J. Boerner, M. Brasser, S. Kasper, H. J. Möller, L. Pyrkosch, H. P. Volz, H. U. Wittchen: The best next drug in the course of generalized anxiety disorders: The „PN-GAD-algorithm“. In: Int J Psychiatry Clin Pract. Band 17, Nr. 2, Jun 2013, S. 78–89.
- R. J. Boerner, H. J. Möller: The importance of new antidepressants in the treatment of anxiety / depressive disorders. In: Pharmacopsychiatry. Band 32, Nr. 4, Jul 1999, S. 119–126.
- R. J. Boerner, H. J. Möller: Diagnosis and treatment approaches for panic disorder and social phobia. In: Focus on depression and anxiety. Band 9, Nr. 3, 1998, S. 53–61.
- Integrative Behandlungsstrategien bei Panikstörung mit Agoraphobie sowie depressiver Störung. In: Nervenarzt. Band 66, Nr. 3, 1995, S. 212–217.